# Shōnai
Shōnai (jap. 庄内町 Shōnai-machi) – miasto w Japonii, w północno-zachodniej części prefektury Yamagata, w powiecie Higashitagawa. Ma powierzchnię 249,17 km². W 2020 r. mieszkało w niej 20 151 osób, w 6 636 gospodarstwach domowych  (w 2010 r. 23 158 osób, w 6 635 gospodarstwach domowych) .
Miejscowość utworzono, łącząc w 2005 roku miasteczka Amarume i Tachikawa. 
Przebiegają przez nią dwie linie kolejowe: Główna Uetsu i Zachodnia Rikuu oraz dwie drogi krajowe: Nr 47 i 345.

## Galeria

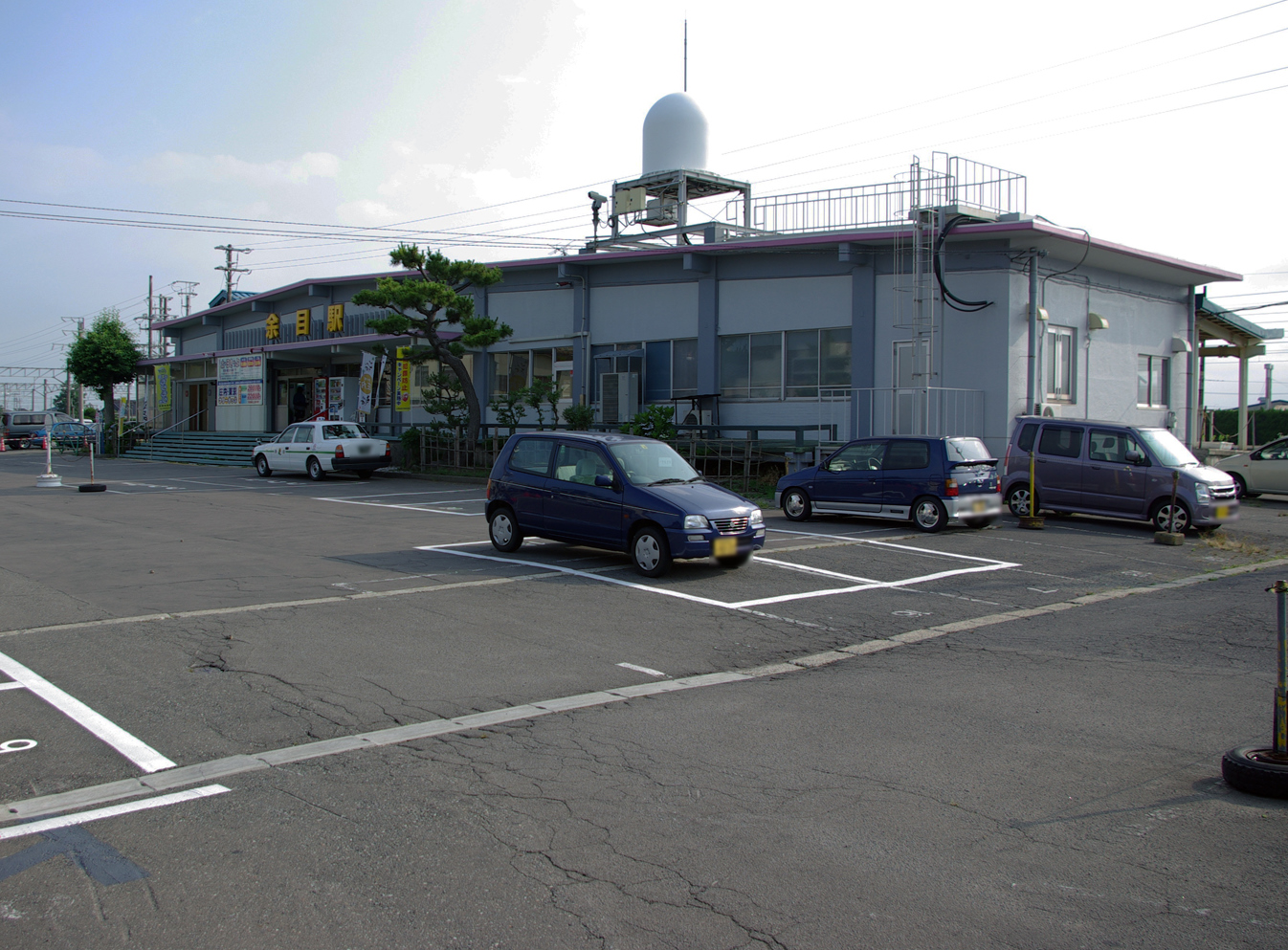
Stacja Amarume linii kolejowej Rikuu
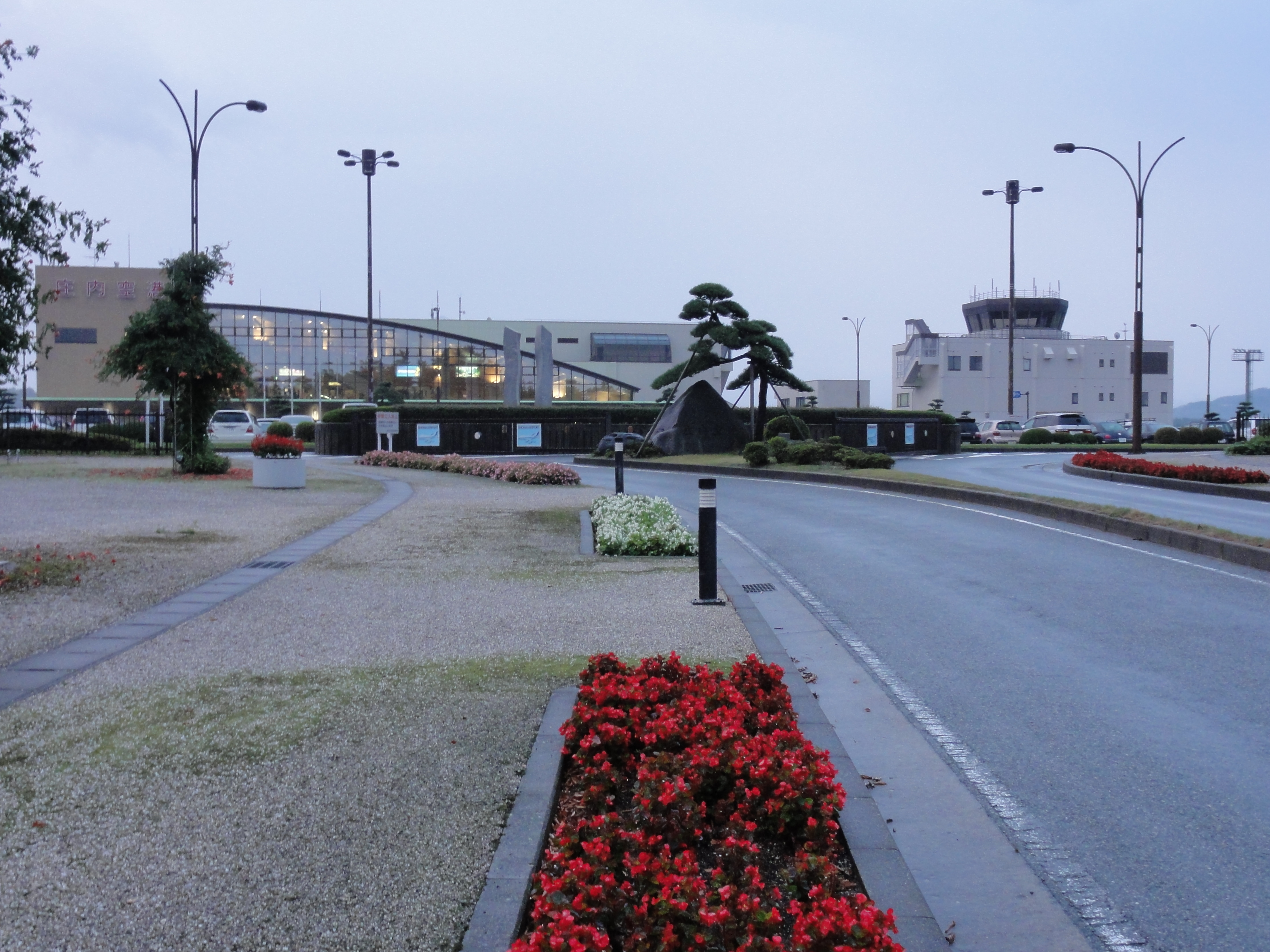
Lotnisko w Shōnai
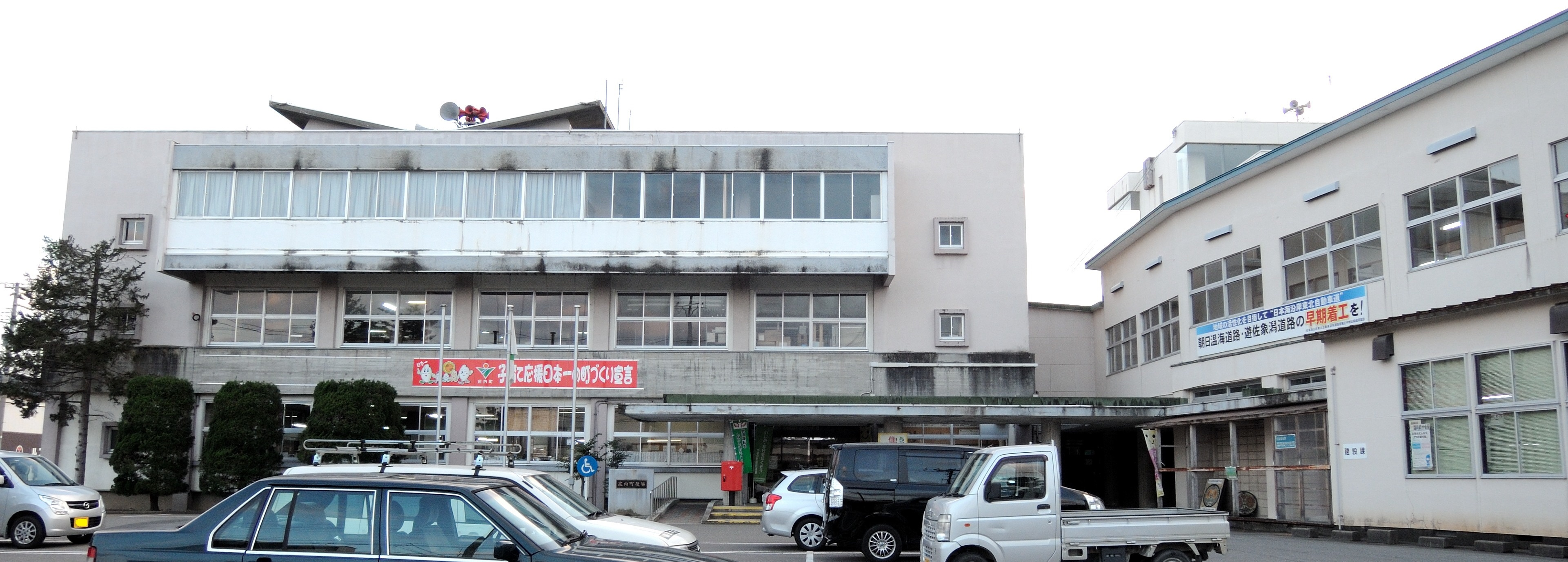
Siedziba władz miasta
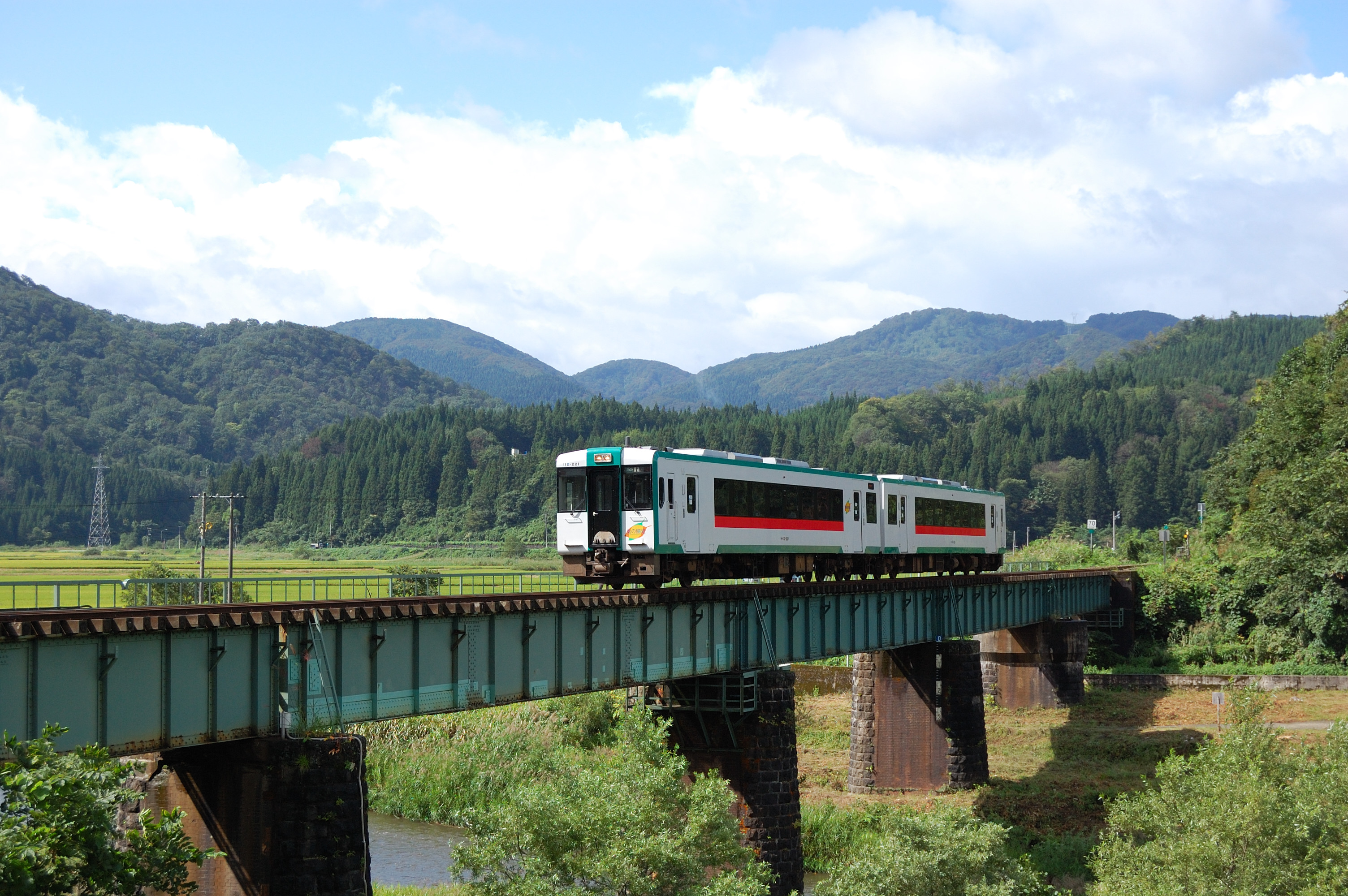
Pociąg linii Rikuu